# Allen Steele
Allen Mulherrin Steele (Nashville, 19 gennaio 1958) è un autore di fantascienza statunitense.
È un rappresentante della New Space Opera, quella nuova fantascienza tecnologica ed avventurosa che si rifà direttamente ad autori classici quali Edmond Hamilton, Robert A. Heinlein e Arthur C. Clarke. Ha vinto due volte il Premio Hugo per il miglior romanzo breve: nel 1996 con La morte di Capitan Futuro (The Death of Captain Future), chiaro omaggio a Edmond Hamilton e al celebre personaggio di Capitan Futuro da lui creato negli anni quaranta, e nel 1998 con "…dove gli angeli temono d'avventurarsi" ("...Where Angels Fear to Tread"). Ha inoltre vinto il Premio Hugo per il miglior racconto nel 2011, con L'imperatore di Marte (The Emperor of Mars).

## Opere

### Serie di Coyote
- Coyote (Coyote, 2002), Urania n. 1602, Mondadori, 2013
- Coyote Rising (2004), Urania n. 1634, Mondadori, 2016
- Coyote Estrema Frontiera (Coyote Frontier, 2005), nuova collana: Urania Jumbo n° 2, maggio 2018, Mondadori (cfr Urania Speciale)
- Spindrift (2007)
- I fiumi di Coyote (The River Horses, 2007) Biblioteca di un sole lontano n. 46, ottobre 2018, Delos Digital
- Galassia nemica (Galaxy Blues, 2008), Urania n. 1566, Mondadori, 2011
- Coyote Horizon (2009)
- Coyote Destiny (2010)
- Hex (2011)[1]

### Serie dello Spazio vicino (Near Space)
- Orbita Olympus (Orbital Decay, 1989), Urania n. 1386, Arnoldo Mondadori Editore, 2000
- 2049, Contea di Clarke (Clarke County, Space, 1990), Urania n. 1321, Arnoldo Mondadori Editore, 1997
- Discesa sulla Luna (Lunar Descent, 1991), Urania n. 1270, Arnoldo Mondadori Editore, 1995
- Nel labirinto della notte (Labyrinth of Night, 1992). Fanucci, 2000
- L'ultimo giorno di William Tucker (A King of Infinite Space, 1997), Urania n. 1343, Arnoldo Mondadori Editore, 1998

### Romanzi autonomi
- The Jericho Iteration (1994)
- The Weight (1995)
- La fortezza sulla Luna (The Tranquillity Alternative, 1995), Urania n. 1298, Arnoldo Mondadori Editore, 1996
- L'universo sul fondo (Oceanspace, 2000), Urania n. 1411, Arnoldo Mondadori Editore, 2001
- Chronospace (2001)
- The Days Between (2002)
- Angel of Europa (2011)
- Apollo's Outcasts (2012)
- V-S Day (2014)

### Raccolte di racconti
- Rude Astronauts (1987)
- All-American Alien Boy (1996)
- Sex and Violence in Zero-G: The Complete "Near Space" Stories (1998)
- American Beauty (2003)
- The Last Science Fiction Writer (2008)

### Racconti e romanzi brevi
(elenco parziale)
- Mars Hotel dal vivo (Live from the Mars Hotel, 1988), Urania n. 1228, Arnoldo Mondadori Editore, 1994
- La beffa di Hapgood (Hapgood's Hoax, 1990), Urania n. 1273, Arnoldo Mondadori Editore, 1995
- La terra trema (Trembling Earth, 1990). Isaac Asimov Science Fiction Magazine n. 6, Telemaco, 1993
- Mecca (Mecca, 1991), Urania n. 1220, Arnoldo Mondadori Editore, 1993
- Luna stregata (Shepherd Moon, 1994). Arnoldo Mondadori Editore, Urania n. 1273, 1995
- La morte di Capitan Futuro (The Death of Captain Future, 1995). Editrice Nord, 1999 (romanzo breve) - Premio Hugo per il miglior romanzo breve 1996
- La conferenza di Doblin (Doblin's Lecture, 1996), Urania Millemondi n. 16, Arnoldo Mondadori Editore, 1998
- "…dove gli angeli temono d'avventurarsi" (...Where Angels Fear to Tread, 1997). Editrice Nord, 1998 (romanzo breve) - Premio Hugo per il miglior romanzo breve 1998
- La pazza di Shuttlefield (The Madwoman of Shuttlefield, 2003), Urania Millemondi n. 44, Arnoldo Mondadori Editore, 2007
- L'imperatore di Marte (The Emperor of Mars, 2010), Robot n.64, Delos Books, 2011 - Premio Hugo per il miglior racconto 2011

### Saggistica
- Primary Ignition (2003). Comprende articoli e saggi dal 1997 al 2004